# Ancien bagne dit Karaka
L'ancien bagne dit Karaka est un ancien bagne situé à La Goulette, dans le gouvernorat de Tunis, en Tunisie.
Construit à l'époque ottomane, il a notamment servi pour les galériens et les esclaves chrétiens capturés lors des expéditions navales. Il est un monument classé depuis le 25 janvier 1922.

## Histoire
Le bagne Karaka est établi à l'époque de la régence ottomane de Tunis, probablement au cours du XVIIe siècle. La Goulette constitue alors un port stratégique pour la flotte ottomane et les corsaires barbaresques. Le bagne sert de prison pour les esclaves chrétiens capturés ainsi que pour les condamnés affectés aux galères.
Le terme Karaka viendrait du caraque, un type de grand navire à voile utilisé aux XVe et XVIe siècles. Le nom est ensuite donné au bâtiment, probablement en raison de son usage lié à ces embarcations.

## Architecture
Le bâtiment est construit en pierre avec des murs épais et peu d'ouvertures, une caractéristique des édifices pénitentiaires. Il est de forme rectangulaire avec une cour centrale, autour de laquelle se répartissent les cellules. L'intérieur est sobre, sans ornementation, ce qui reflète la dureté des conditions de détention.

## Situation actuelle
À ce jour, l'ancien bagne est dans un état de délabrement avancé. Bien qu'il ait été classé monument historique le 25 janvier 1922, aucune restauration significative n'a été entreprise. Le site est fermé au public et abandonné, suscitant des appels de la société civile et d'associations locales pour sa réhabilitation et sa valorisation en tant que lieu de mémoire ou espace culturel.

## Galerie

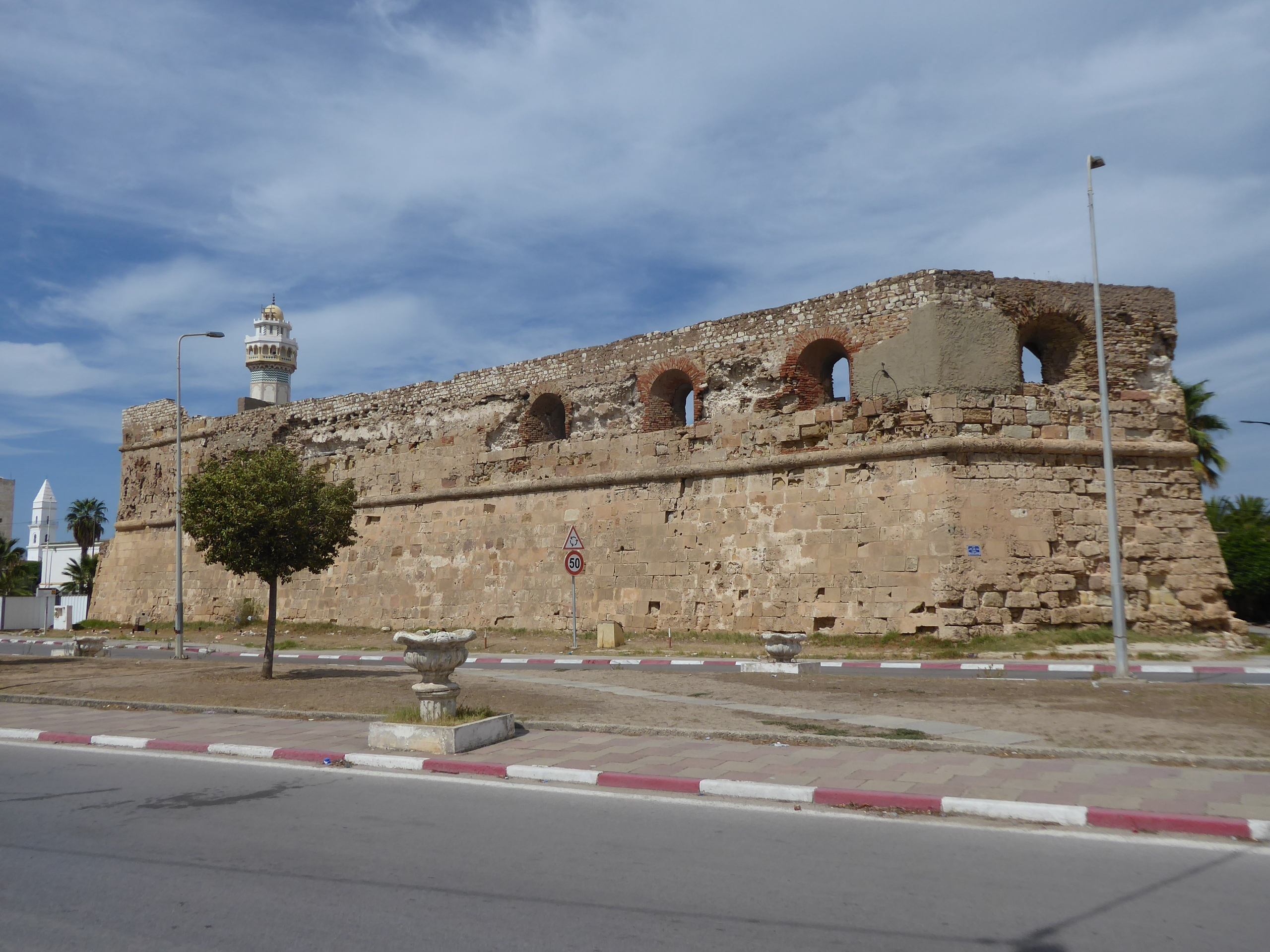
Vue extérieure de l'ancien bagne Karaka.
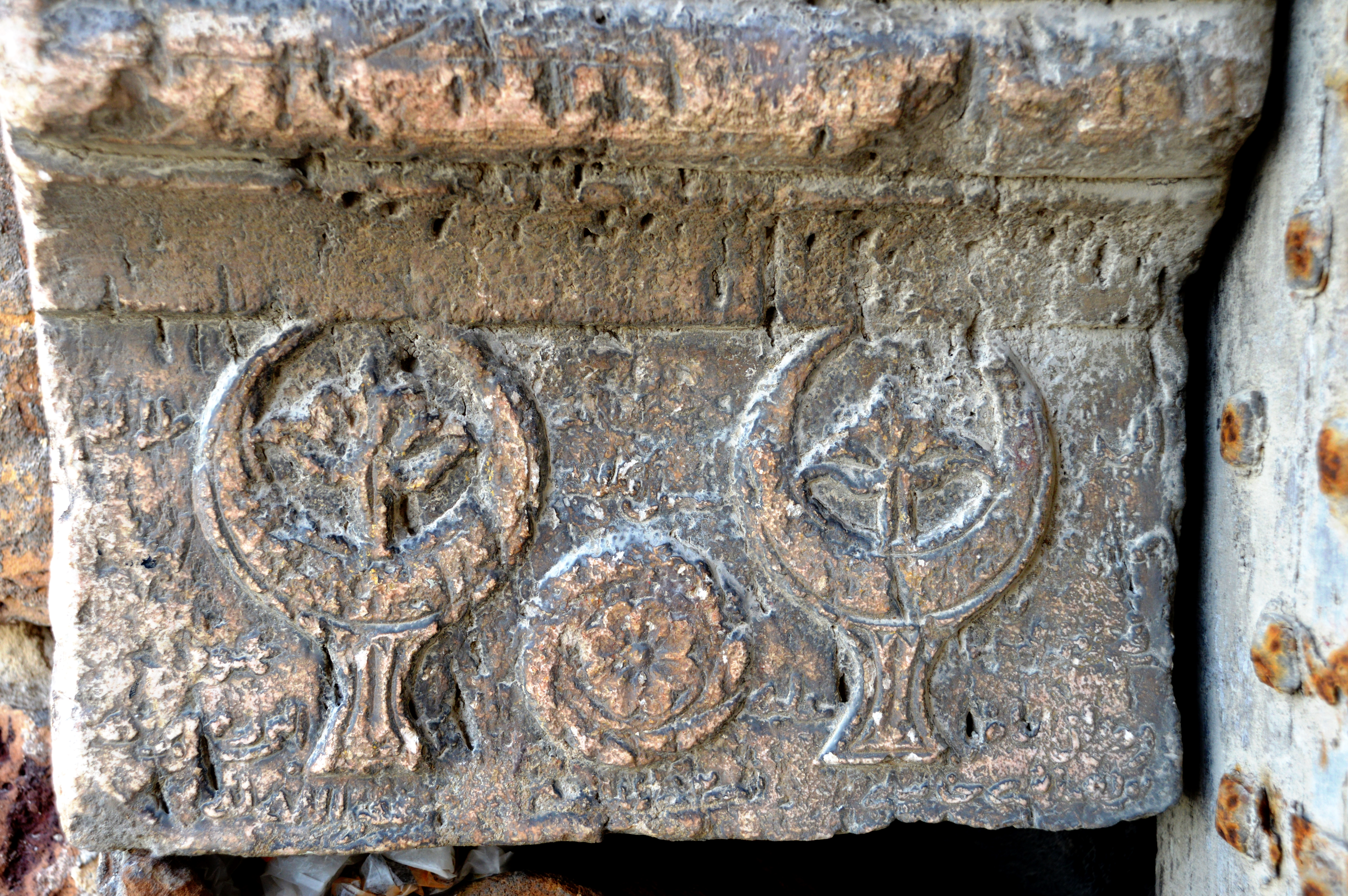
Détail architectural du bâtiment.